# جيمي دورسي
جيمي دورسي (بالإنجليزية: Jimmy Dorsey) هو موزع وملحن أمريكي، ولد في 29 فبراير 1904 في Shenandoah, Pennsylvania ‏ في الولايات المتحدة، وتوفي في 12 يونيو 1957 في نيويورك في الولايات المتحدة بسبب سرطان المريء.

## وصلات خارجية
- جيمي دورسي على موقع IMDb (الإنجليزية)
- جيمي دورسي على موقع الموسوعة البريطانية (الإنجليزية)
- جيمي دورسي على موقع ميوزك برينز (الإنجليزية)
- جيمي دورسي على موقع قاعدة بيانات برودواي على الإنترنت (الإنجليزية)
- جيمي دورسي على موقع إن إن دي بي (الإنجليزية)
- جيمي دورسي على موقع أول ميوزيك (الإنجليزية)
- جيمي دورسي على موقع ديسكوغز (الإنجليزية)
- جيمي دورسي على موقع قاعدة بيانات الفيلم (الإنجليزية)